# ماری-آنتوانت تونلات
ماری-آنتوانت تونلات (با نام خانوادگی اصلی بودو؛ انگلیسی: Marie-Antoinette Tonnelat; ۵ مارس ۱۹۱۲ – ۳ دسامبر ۱۹۸۰) فیزیکدان نظری فرانسوی بود. تحقیقات فیزیکی او بر روی مکانیک کوانتومی نسبیتی تحت تأثیر گرانش متمرکز بود. با کمک آلبرت اینشتین و اروین شرودینگر، او تلاش کرد یکی از اولین نظریه‌های میدان یکپارچه را ارائه دهد. او همچنین به خاطر کارهایش در تاریخ نسبیت خاص و عام شناخته شده است. وی همچنین برنده جوایزی همچون جایزه آنری پوانکاره شده است.

## زندگی

### سال‌های اولیه و تحصیلات
ماری-آنتوانت بودو در ۵ مارس ۱۹۱۲ در شارول، شهری در منطقه بورگوندی جنوبی فرانسه به دنیا آمد. تحصیلات خود را در لیسه شالون-سور-سون آغاز کرد و تحصیلات عالی خود را در لیسه لوئی-لو-گران به پایان رساند. در ابتدا مهندسی را دنبال کرد، اما سرانجام دو مدرک در علوم و فلسفه از دانشگاه سوربن پاریس دریافت کرد.
در سال ۱۹۳۵، تونلا تحت نظر لویی دوبروی در مؤسسه هانری پوانکاره دکترای فیزیک نظری را دنبال کرد. در سال ۱۹۴۱، پایان‌نامه دکترای خود را با عنوان «در مورد نظریه فوتون در فضای ریمانی» به پایان رساند. در همان سال با ژاک تونلا ازدواج کرد و در سال ۱۹۴۵ به عنوان محقق در مرکز ملی تحقیقات علمی فرانسه (CNRS) مشغول به کار شد.

### تحقیقات با دوبروی
تحقیقات او بر روی ذرات اسپین نسبیتی تحت تأثیر میدان گرانشی متمرکز بود. با نظریه نوترینوی نور دوبروی، تونلا به ذراتی با اسپین حداکثر ۲ از ذرات اسپین ۱ جرم‌دار یا فوتون‌ها رسید. اسپین ۲ مربوط به گراویتون بود. با دانش او از معادله کلاین-گوردون، معادلات ماکسول و نسخه خطی‌شده معادله برای فضاهای اینشتین، او نظریه را برای یک ذره با اسپین ۲ بررسی کرد و آن را «فرمالیسم واحد» نامید. او مقاله‌ای در اوایل دهه ۱۹۴۰ منتشر کرد که در آن روابط جابجایی استاندارد را برای میدان اسپین-۲ کوانتیزه شده ایجاد کرد. دوبروی از تحقیقات او در نظریه میدان یکپارچه حمایت کرد، اما خودش از آن دوری کرد و تصمیم گرفت مستقیماً درگیر مطالعات او نشود.
اگرچه مقالات او در نهایت در آکادمی علوم فرانسه منتشر شد، کار او به دلیل وقفه ناشی از اشغال آلمان در فرانسه در اوایل دهه ۱۹۴۰ با تأخیر مواجه شد.

## حرفه
تونلا بخش زیادی از حرفه خود را به عنوان مربی گذراند. پس از جنگ، تونلا مدتی را در مؤسسه مطالعات پیشرفته دوبلین با دانشمند اروین شرودینگر گذراند تا بر پیشبرد تحقیقاتی که قبلاً در زندگی خود تحت نظر دوبروی انجام داده بود تمرکز کند. او یک بار دیگر شروع به بررسی مفهوم فرمالیسم واحد کرد که از ذرات اسپین-۲ در حال ظهور ناشی می‌شد. زمان او با شرودینگر علاقه او به نظریه نسبیت را برانگیخت و مکاتبات او با آلبرت اینشتین را نیز برانگیخت. هدف او ایجاد یک نظریه واحد با استفاده از مفاهیم و ایده‌های کشف شده توسط اینشتین و شرودینگر بود.
در سال ۱۹۵۳، کمی قبل از مرگ اینشتین، ماری-آنتوانت تونلا به دانشگاه پرینستون دعوت شد تا در مورد این موضوع در کنگره بین‌المللی تاریخ علم در اورشلیم صحبت کند. او در طول زندگی حرفه‌ای خود سخنرانی‌های زیادی درباره کارهایش در ارتباط با نظریه نسبیت انجام داد.
در سال ۱۹۵۶، او به عنوان استاد کرسی نظریه‌های فیزیکی در دانشکده علوم دانشگاه پاریس منصوب شد. به موازات آن، او به مدت بیست سال در مؤسسه تاریخ علم و فناوری (تحت مدیریت گاستون باشلار) تدریس کرد.